# Jetée
 (juillet 2024).
Si vous disposez d'ouvrages ou d'articles de référence ou si vous connaissez des sites web de qualité traitant du thème abordé ici, merci de compléter l'article en donnant les références utiles à sa vérifiabilité et en les liant à la section « Notes et références ».

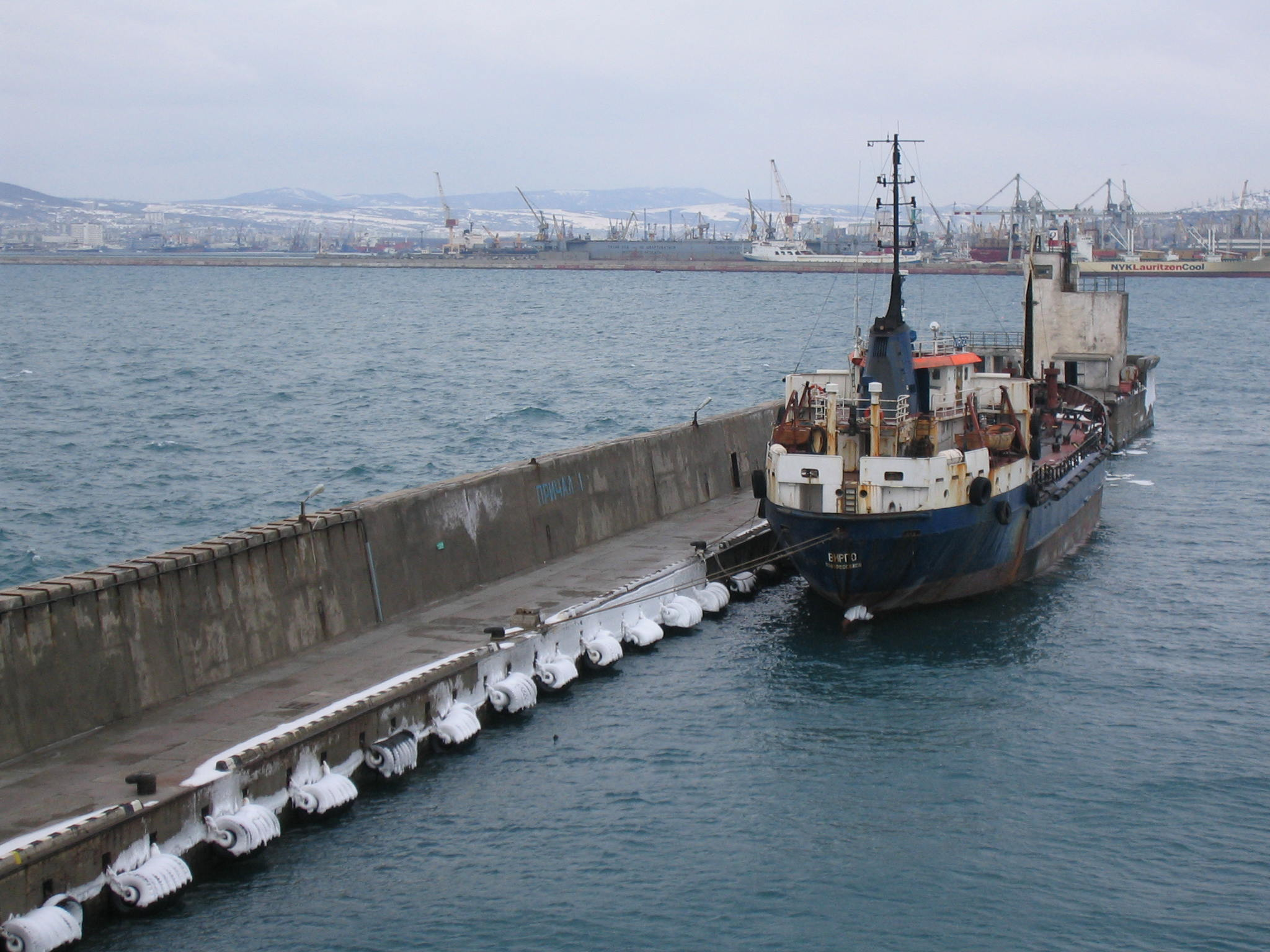
Jetée à Novorossiïsk en Russie.

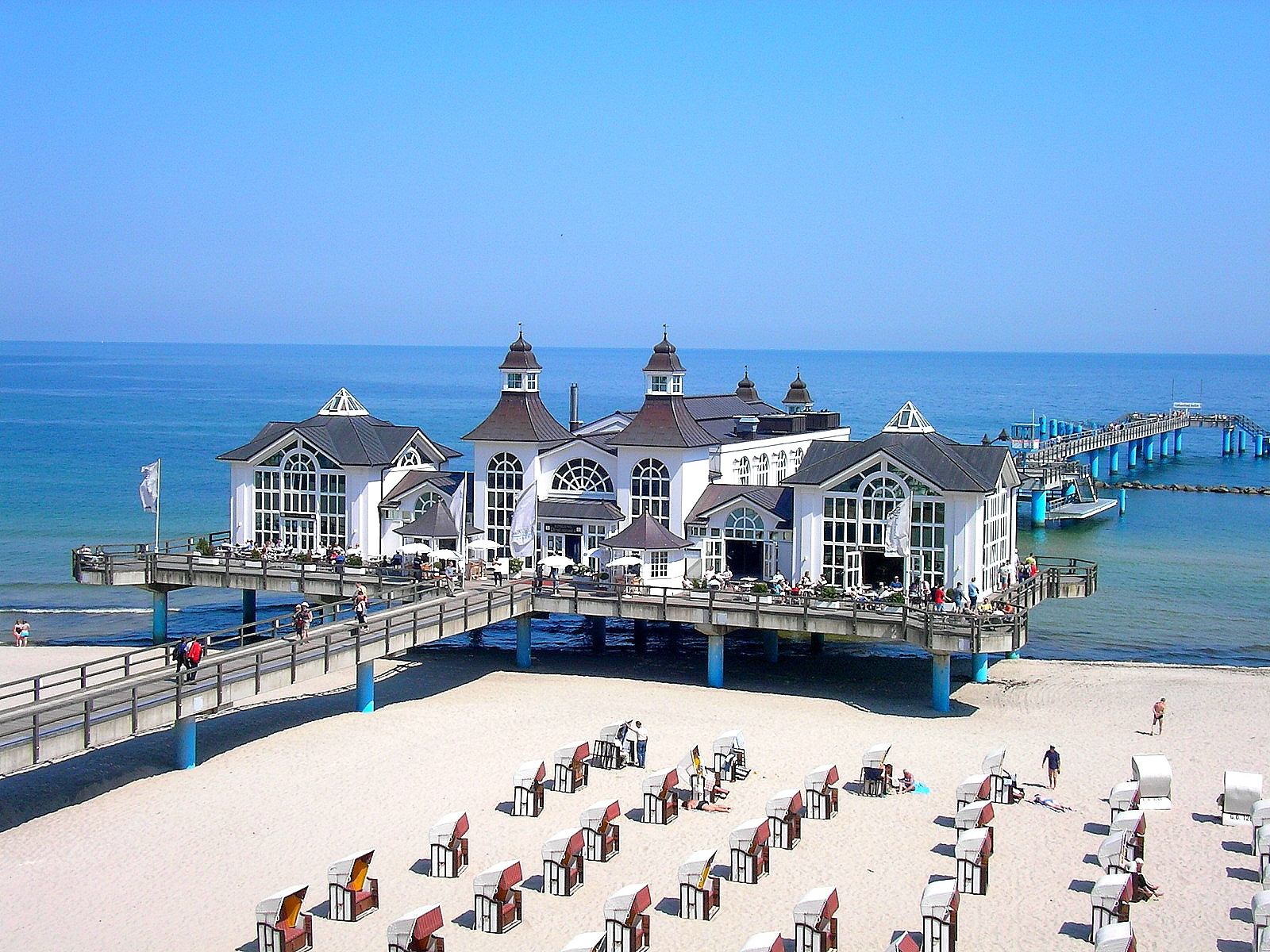
Jetée de Sellin, Rügen, Allemagne.

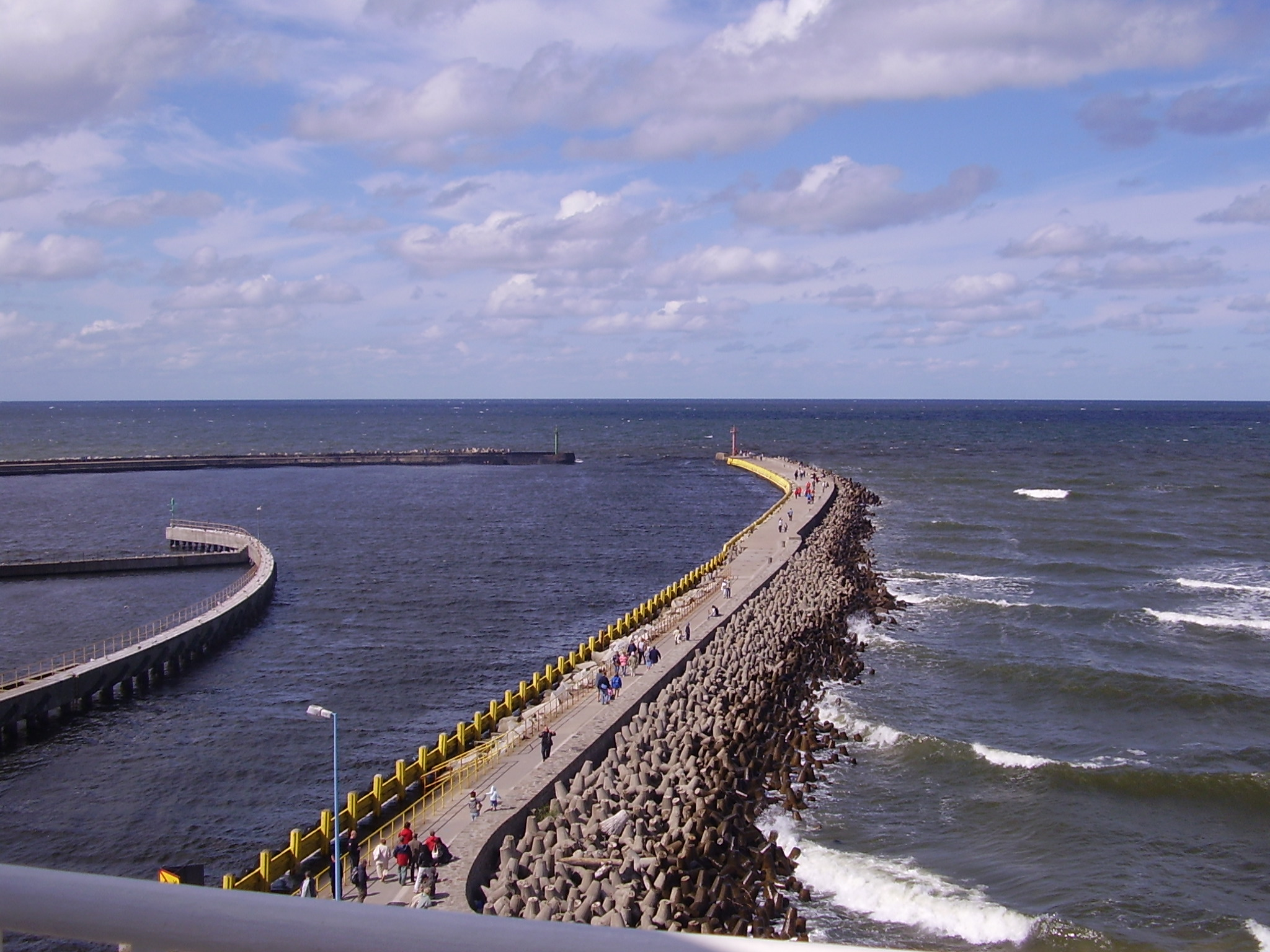
Brise-lames en tétrapodes de béton côté océan. L'absence de vagues est notable dans le port protégé par cette jetée.

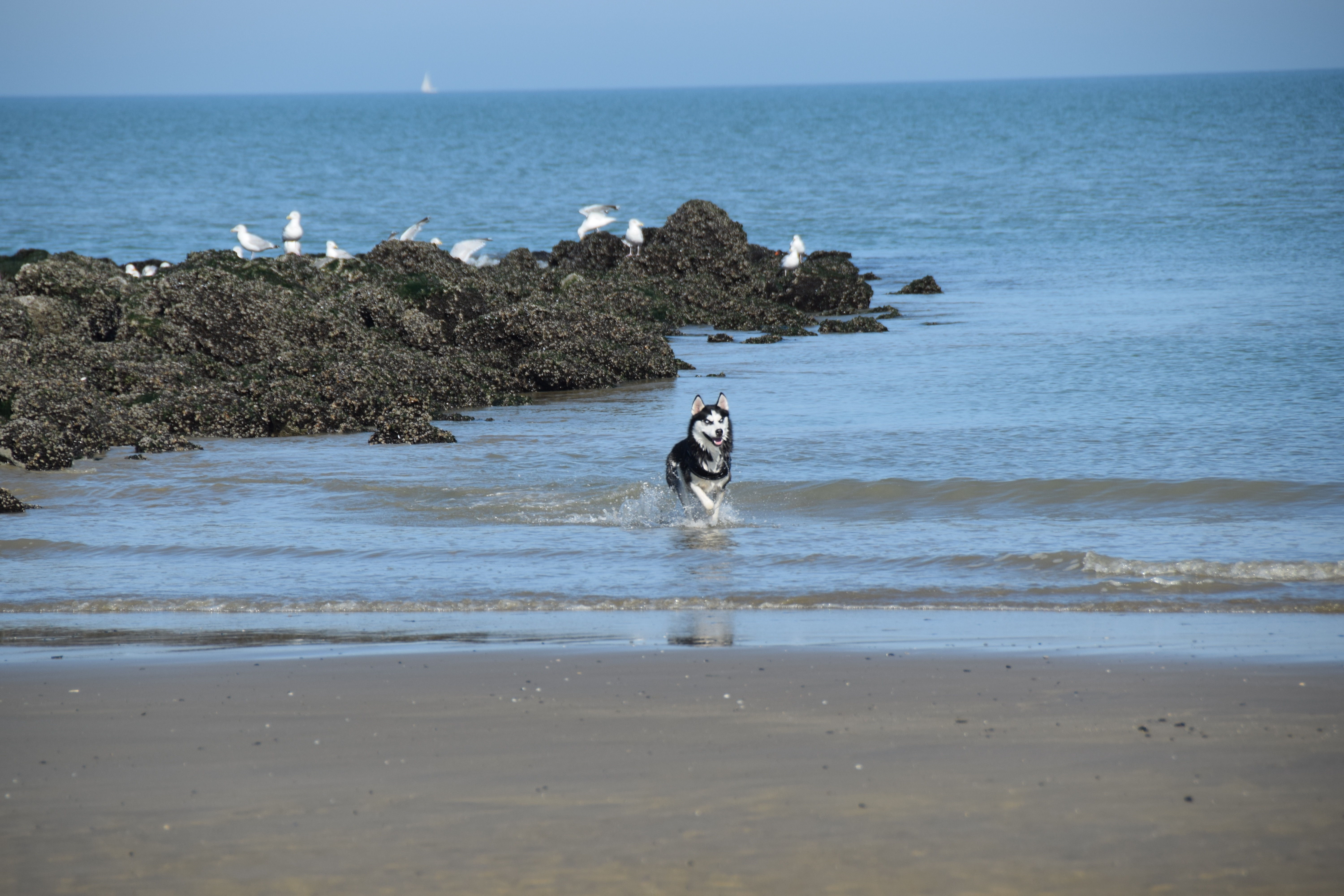
Un des brise-lames de Raversyde en Belgique.

La jetée est une structure rigide construite, s'avançant dans la mer, un lac ou un fleuve pour faciliter les manœuvres des bateaux ou permettre l'accès à un port,. Le massif de maçonnerie construit à l’extrémité de la jetée s'appelle le môle.

## Fonctions
La jetée peut avoir différents objectifs :
1. comme appontement, servant à l'embarquement et au débarquement des cargaisons ou des passagers dans une eau plus profonde, et multipliant ainsi le nombre de navires et d'embarcations susceptibles d'accoster ;
2. protéger un port de la houle et du vent et dans ce cas, on parle de brise-lames. La structure ou la forme de certaines jetées est configurée pour mieux résister aux vagues, aux tsunamis, aux surcotes ou aux ondes de tempête. Paradoxalement, comme les digues ou d'autres structures rigides (épis), en contribuant à l'artificialisation du littoral et parfois d'estuaires, de nombreuses jetées ont modifié le transit sédimentaire et les courants locaux, avec des effets sur l'envasement, l'ensablement ou au contraire l'érosion côtière ;
3. offrir un lieu de divertissement pour les promeneurs ou les touristes ; il existe des jetées promenade créées principalement, voire exclusivement, pour la promenade et les loisirs dans des stations balnéaires, comme la jetée de Brighton au Royaume-Uni. Voir la liste des jetées.

La jetée peut être constituée d'enrochements, de structures en béton ou en acier et être massive ou sur des pieux.
Dans les ports de mer, la jetée principale supportait autrefois généralement une tourelle munie ou non d'un feu. Avec les balises radios puis le système de positionnement global par satellite (GPS), elles tendent à disparaître, mais sont parfois conservées pour des raisons patrimoniales.

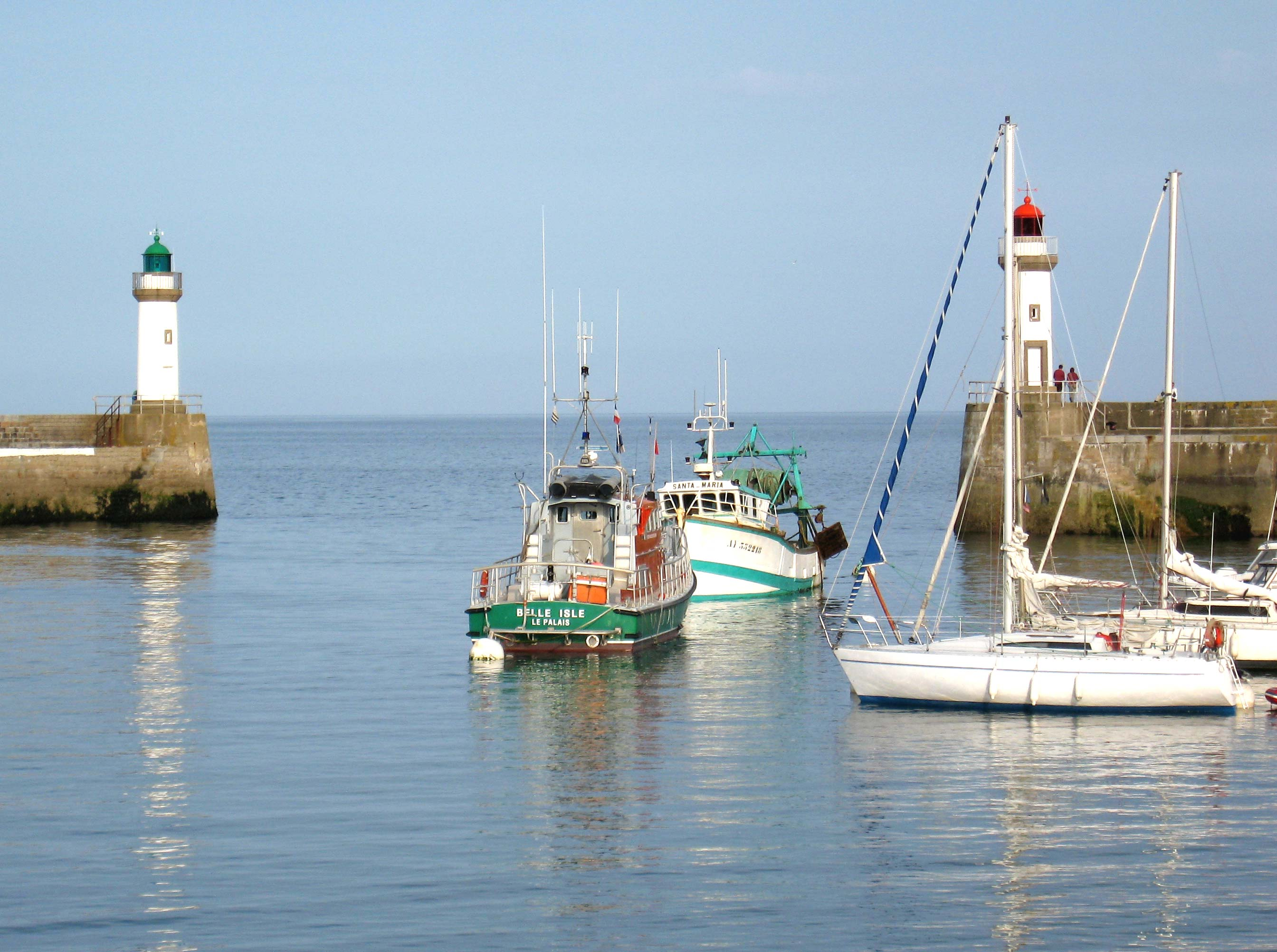
Tourelles d'extrémité de jetées, port du Palais à Belle-Île-en-Mer (golfe de Gascogne, Morbihan)

## Culture

### Peinture
- La Jetée du Havre par mauvais temps (1867) de Claude Monet présente un paysage où figure une jetée en premier plan.